# The Ghost House
The Ghost House er en amerikansk stumfilm fra 1917 af William C. deMille.

## Medvirkende
- Jack Pickford som Ted Rawson.
- Louise Huff som Lois Atwell.
- Olga Grey som Alice Atwell.
- James Neill som Jeremy Foster.
- Eugene Pallette som Spud Foster.